# 1909年の航空
< 1909年
1908年の航空 - 1909年の航空 - 1910年の航空

## 航空に関する出来事

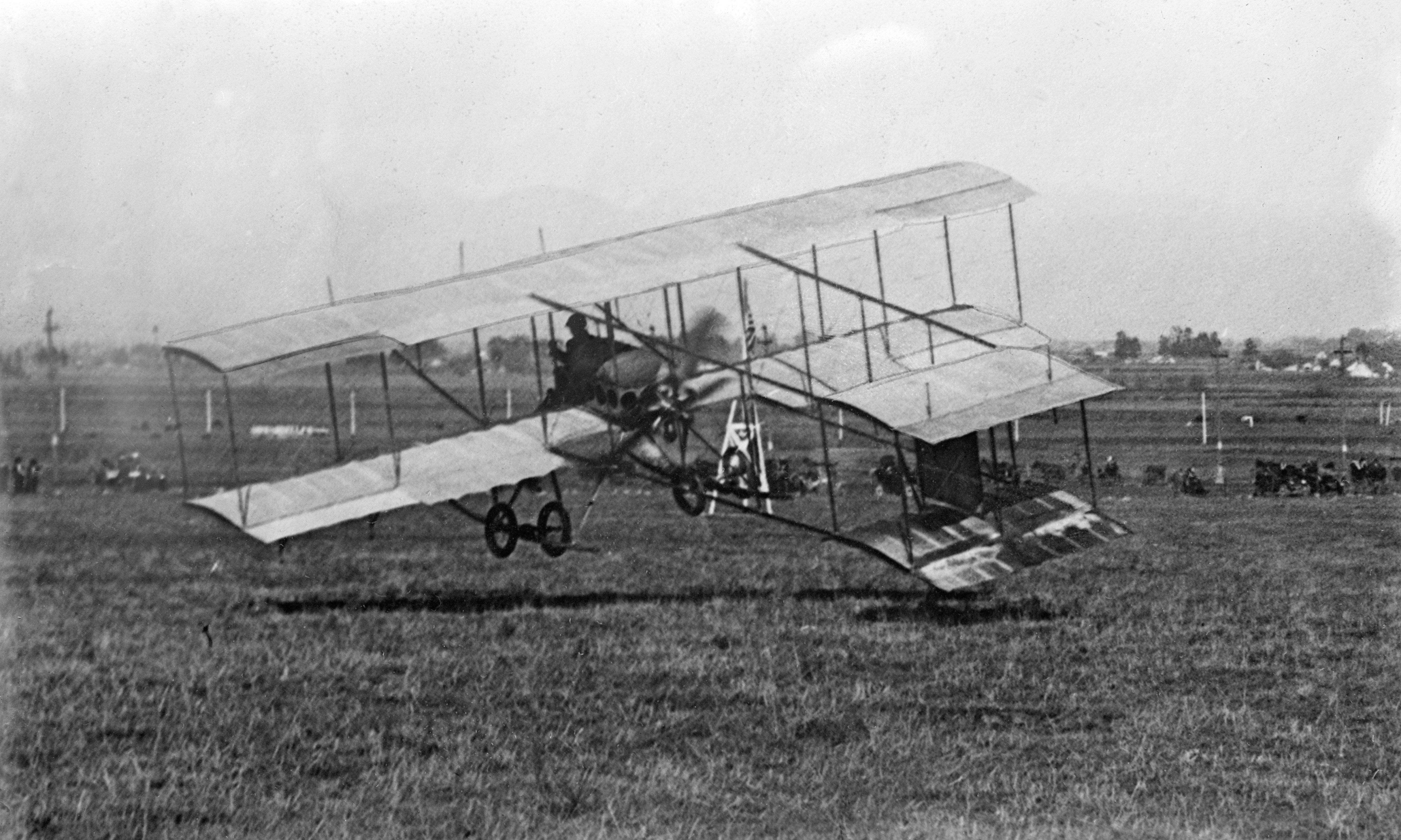
ファルマン III

- 2月 - ルネ・アンリオが航空機メーカー、アンリオ（Société des monoplans Hanriot）を設立する。
- 3月14日 - アメリカ合衆国出身のサミュエル・フランクリン・コーディが「イギリス陸軍一号機」（"British Army Aeroplane No.1."）を開発し、イギリスでの初めて1kmを越える飛行をおこなった。
- 4月6日 - フランスのアンリ・ファルマンによるファルマン IIIが初飛行。
- 4月22日 - ドイツでシュッテ＝ランツ飛行船会社が設立された。
- 5月2日 - ジョン・ムーア＝ブラバゾンがイギリスのシェペー島、Muswell Manorの飛行場で飛行を行い、イギリス国内で公式の飛行を行った最初のイギリス人となった。
- 5月15日 - フランスのポール・ティサンディエがライト機で54.8km/hの速度記録を樹立した。
- 6月15日 - アメリカ合衆国のチャールズ・ケニー・ハミルトンが上野、不忍池近くの広場で軟式飛行船を飛ばす。日本国内での最初の飛行船の飛行とされる。[1] [2]
- 7月〜8月 - スイスのデフォー兄弟が設計したエンジンと2組のプロペラを胴体の中央に置いて推力を方向を変える設計のデュフォー三葉機のテストが行われたが、離陸できなかった。
- 7月19日 - フランスのユベール・ラタムがアントワネット IVを駆ってドーバー海峡横断に初挑戦したが、11km進んだ洋上でエンジンが故障し、不時着水した。

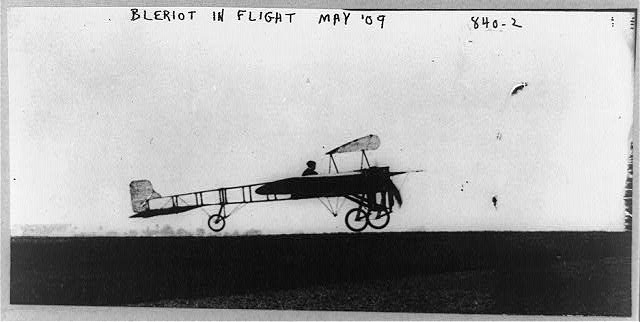
ブレリオ XI

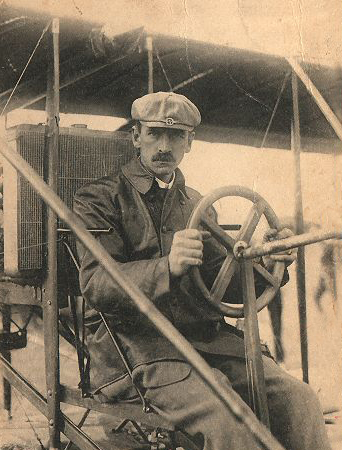
No. 2, "Reims Racer"とグレン・カーチス

- 7月25日 - ルイ・ブレリオがブレリオ XIを操縦してドーバー海峡横断飛行に成功。
- 8月7日 - ロジャー・ソメールがファルマン機で、滞空時間27分15秒を記録した。
- 8月22日〜28日 - フランスのランスで飛行競技会が行われ、速度部門ではグレン・カーチスの操縦するカーチス No. 2が75.48 km/hの記録で優勝した。
- 9月7日 - フランスのパイロット、ウジェーヌ・ルフェーブルがジュビジーで墜落死亡した。飛行機を操縦していて事故で死亡した最初のパイロットである。
- 9月26日 - ドイツ最初の飛行場、ヨハニスタール飛行場が開所された。
- 10月7日 - フランスでは1910年1月1日からパイロットのライセンスを発行することにしたが、それに先立って16人の航空のパイオニアにライセンスを授与した。ライセンスの順序はアルファベット順である。

N°1. ルイ・ブレリオ (フランス)
N°2. グレン・カーティス (アメリカ)
N°3. レオン・ドラグランジュ (フランス)
N°4. ロベール・エスノー＝ペルトリ (フランス)
N°5. アンリ・ファルマン (フランス)
N°5bis. フェルディナン・フェルベール (フランス)
N°6. モーリス・ファルマン  (フランス)
N°7. Jean Gobron (フランス)
N°8. シャルル・ド・ランベール (フランス)
N°9. ユベール・ラタム (フランス)
N°10. ルイ・ポーラン  (フランス)
N°10bis. ポール・ティサンディエ (フランス)
N°11. アンリ・ルージェ (フランス)
N°12. アルベルト・サントス・デュモン (ブラジル)
N°14. オーヴィル・ライト (アメリカ)
N°15. ウィルバー・ライト (アメリカ)

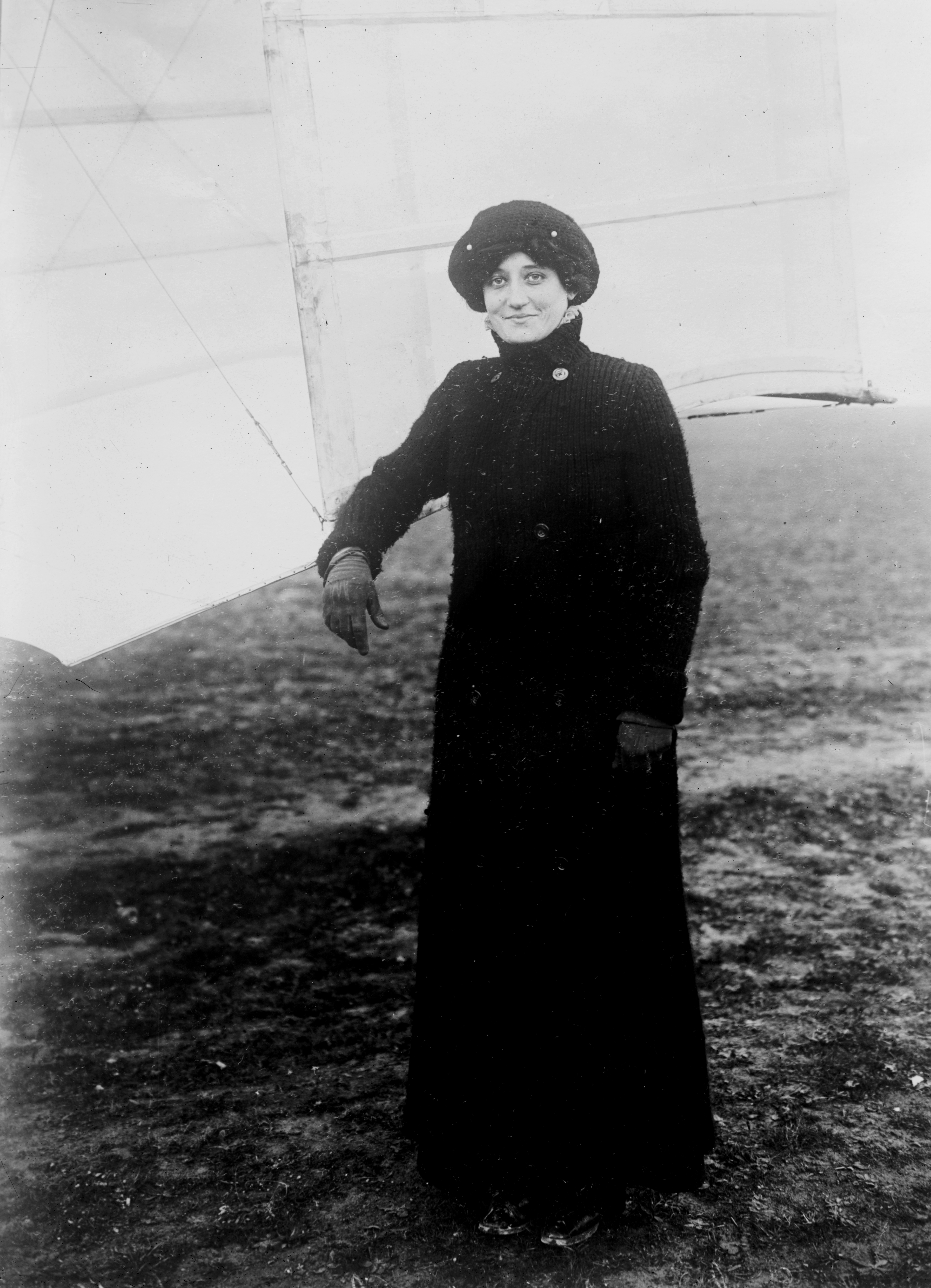
レモンド・ドラローシュ

- 10月18日 - シャルル・ド・ランベールがパリのエッフェル塔を周回する50分あまりの飛行を行った。
- 10月22日 - フランスの女性パイロット、レモンド・ドラローシュがChalonsのヴォワザン兄弟の実験場で、訓練中に270mの飛行を行った。
- 10月30日 - イギリスのジョン・ムーア＝ブラバゾンがショート兄弟の製作した飛行機で1マイルを越える周回飛行を行い、デーリー・メール新聞社の賞金を獲得した。
- 10月30日 -ハンス・グラーデが、単葉機"Libelle（とんぼ）"で一定の間隔のパイロン間の8の字飛行をしたドイツ機に与えられる懸賞飛行Lanz-Priceを獲得した。
- 11月3日 - イギリスのアレクサンダー・オジルビーが航空機用速度計を発明した[3]。
- 11月16日 - ドイツ政府の支援とツェッペリン社による飛行船製造、運用を目的としてフランクフルトにドイツ飛行船旅行株式会社が設立された。
- 11月25日 - スロベニア（当時オーストリア・ハンガリー帝国)のエドヴァルト・ルスジャンがEDA Iでオーストリア・ハンガリー帝国で製作された動力飛行機の飛行に成功した
- 12月 - イタリアのアリスティデ・ファッチオーリが設計したFaccioli n°3複葉機で、マリオ・ファッチオーリが飛行した。（イタリアで造られた航空機の最初の動力飛行）
- 12月8日 - ジュセッペ・ベランカが、イタリアで造られた最初の動力航空機で飛行した。
- 12月9日 - フランス海軍士官、ル・プリウールが上野の不忍池畔で、田中館愛橘らの協力を得て製作したグライダーによる滑空飛行に成功。無動力ではあるが日本で最初の近代的航空機による飛行（12月5日には子供を乗せて飛行に成功、また9日には日本海軍の相原四郎大尉も搭乗したが池に墜落した）。
- 12月9日 - コーリン・デフリーズがシドニーでライト機により、オーストラリアで最初の飛行を行った。
- 12月9日 - ハンガリー人、アドルヤーン・ヤーノシュが自作の飛行機で飛行に成功し、ハンガリー製の飛行機で飛行に成功した最初のハンガリー人となった。
- 12月29日 - ベルリンにアルバトロス・フルークツォイクヴェルケ社（Albatros Flugzeugwerke GmbH）が設立された。
- 日付不詳 - イギリスの航空機メーカー、ハンドレページが設立された。
- 日付不詳 - チリ人のホセ・ルイス・サンチェス・ベサとEmilio Edwards Belloがフランスでチリ人として初めて飛行機の飛行を行った。

## 1909年の航空機

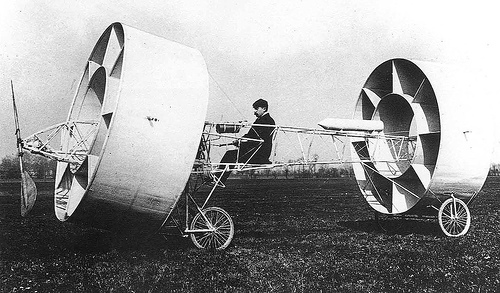
ギヴォーダン タンデム環状翼機
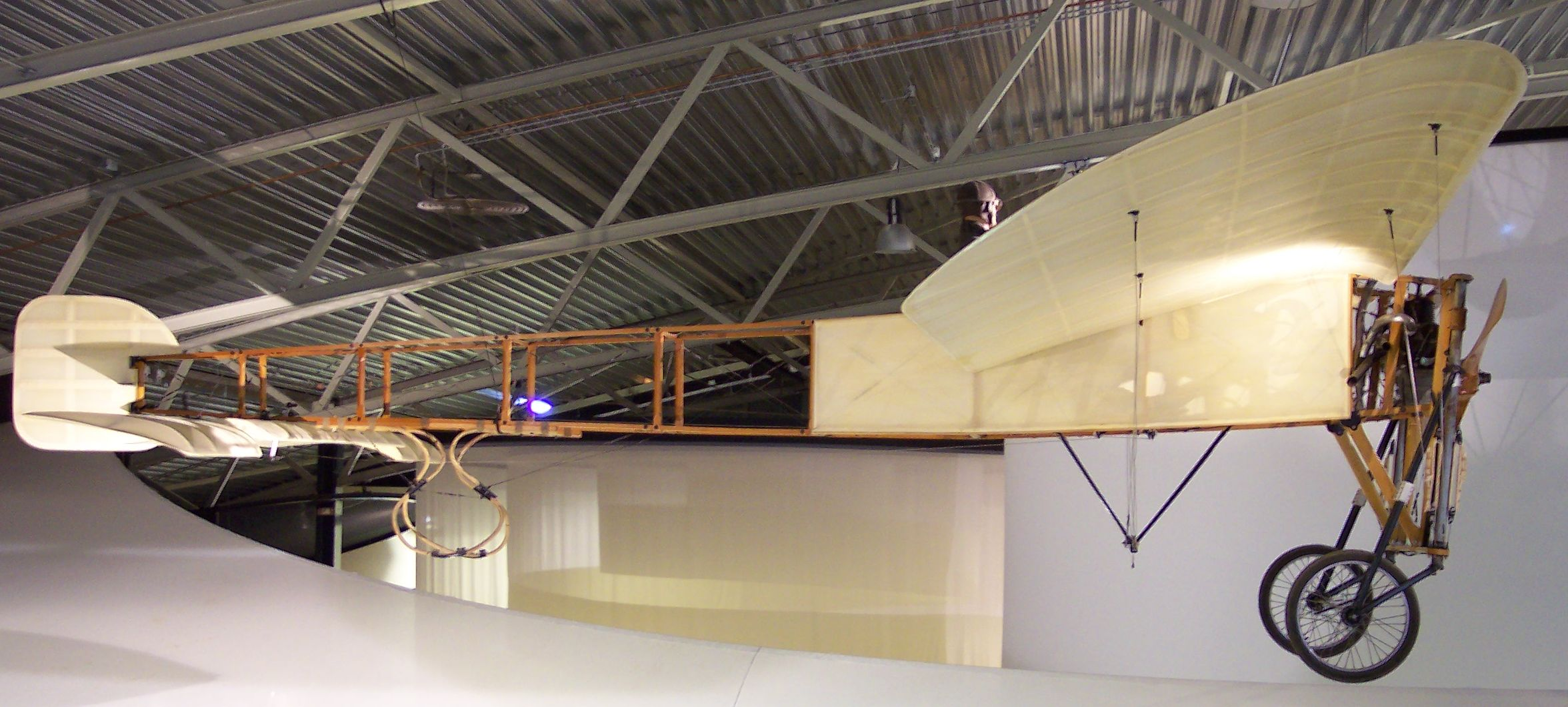
ブレリオ XI
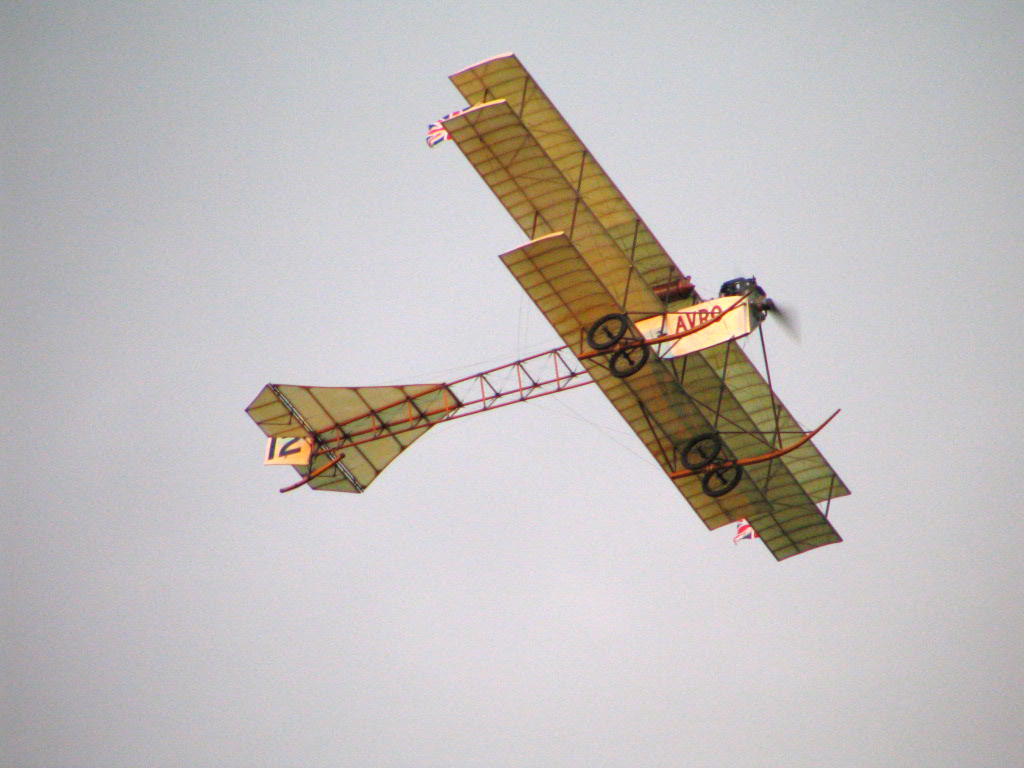
アブロ三葉機

## 航空に関する賞の受賞者
- フランス飛行クラブ大賞（Grande Médaille de l'Aéro-Club de France ）：ルイ・ブレリオ
- イギリス飛行クラブ金賞：ルイ・ブレリオ、アンリ・ファルマン、ユベール・ラタム